# Tennessee Walker
Le Tennessee Walker ou Tennesse Walking Horse est une race de chevaux de selle originaire des États-Unis, sélectionnée pour ses allures particulières, en particulier le running walk. La race a été historiquement créée pour obtenir un cheval confortable apte à parcourir les grandes plantations du Sud. Elle est gérée depuis 1935 par le Tennessee Walking Horse Breeder's Association of America. C'est aujourd'hui un cheval destiné essentiellement aux exhibitions.

## Histoire
Les origines du Tennessee Walker sont liées à celles de l'American Saddlebred. Comme lui, il descend du Narragansett Pacer, un petit cheval autochtone né du croisement des chevaux anglais des immigrants, qui s'est développé en Amérique du Nord à partir du XVIIe siècle, et qui a la particularité d'ambler. Le cheval du Tennessee a aussi reçu dans ses premières années l’influence du Pur-sang, ainsi que celle du Pacer et du Morgan. Ce cheval a été adopté et sélectionné par les planteurs de coton qui voulaient un cheval docile et robuste, à l'allure commode. Il est alors connu sous le nom de Saddle horse et il est appelé plus tard Plantation Horse ou Plantation Walking Horse.
Les croisements se poursuivent avec un mélange de toutes les races présentes à l'époque aux États-Unis. On y retrouve ainsi du Pur-sang, du Standardbred, du Morgan et de l'American Saddlebred. En 1886 naît Black Allan, un croisement de Morgan et de trotteur Standardbred. Ce trotteur, promis par ses ascendants à un grand avenir, se refuse pourtant à trotter et ne marche qu'au pas. À l'âge de 23 ans, il est acheté par Albert Dement qui souhaite produire une race de chevaux « courant » le pas naturellement. Black Allan décède en 1910, l'année suivant son acquisition, mais il a auparavant sailli près de 111 juments. Le 27 avril 1935, les propriétaires de Walking Horses se regroupent et forment The Tennessee Walking Horse Breeder's Association of America. Ils nomment Black Allan chef de lignée,.

## Description
CAB International (2016) lui attribue une taille moyenne de 1,57 m à 1,67 m, tandis que d'après Gianni Ravazzi (2002), il toise de 1,50 m à 1,60 m. 

### Morphologie

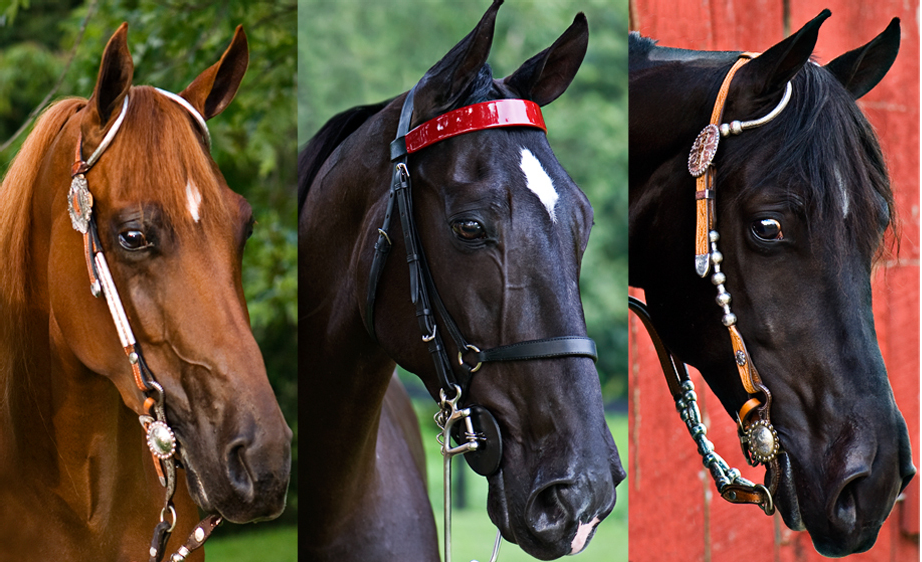
Tête du Tennessee Walker

C'est un cheval élégant au corps trapu, le tronc ayant une structure un peu quadrangulaire. Il est souvent présenté dans une attitude campée. La tête est un peu grosse et souvent moutonnière. Ses oreilles sont droites et l'encolure est forte et arquée. L'épaule est forte et oblique. La poitrine est large. Son dos est fort, court et droit. La croupe et les reins sont forts. Ses membres sont durs et secs, mais il est souvent un peu faible des postérieurs. Le sabot est bien formé, résistant et durable. Sa crinière et sa queue ont des crins abondants, qui sont souvent laissés longs. Les éleveurs pratiquent parfois une intervention sur la queue en coupant le nerf, ce qui lui donne une position relevée très à la mode en Angleterre au début du XIXe siècle. Cette habitude tend à se perdre.

### Robes
Toutes les couleurs de robe sont possibles.

### Tempérament
Il est considéré comme un cheval gentil, docile, volontaire et joyeux.

### Allures

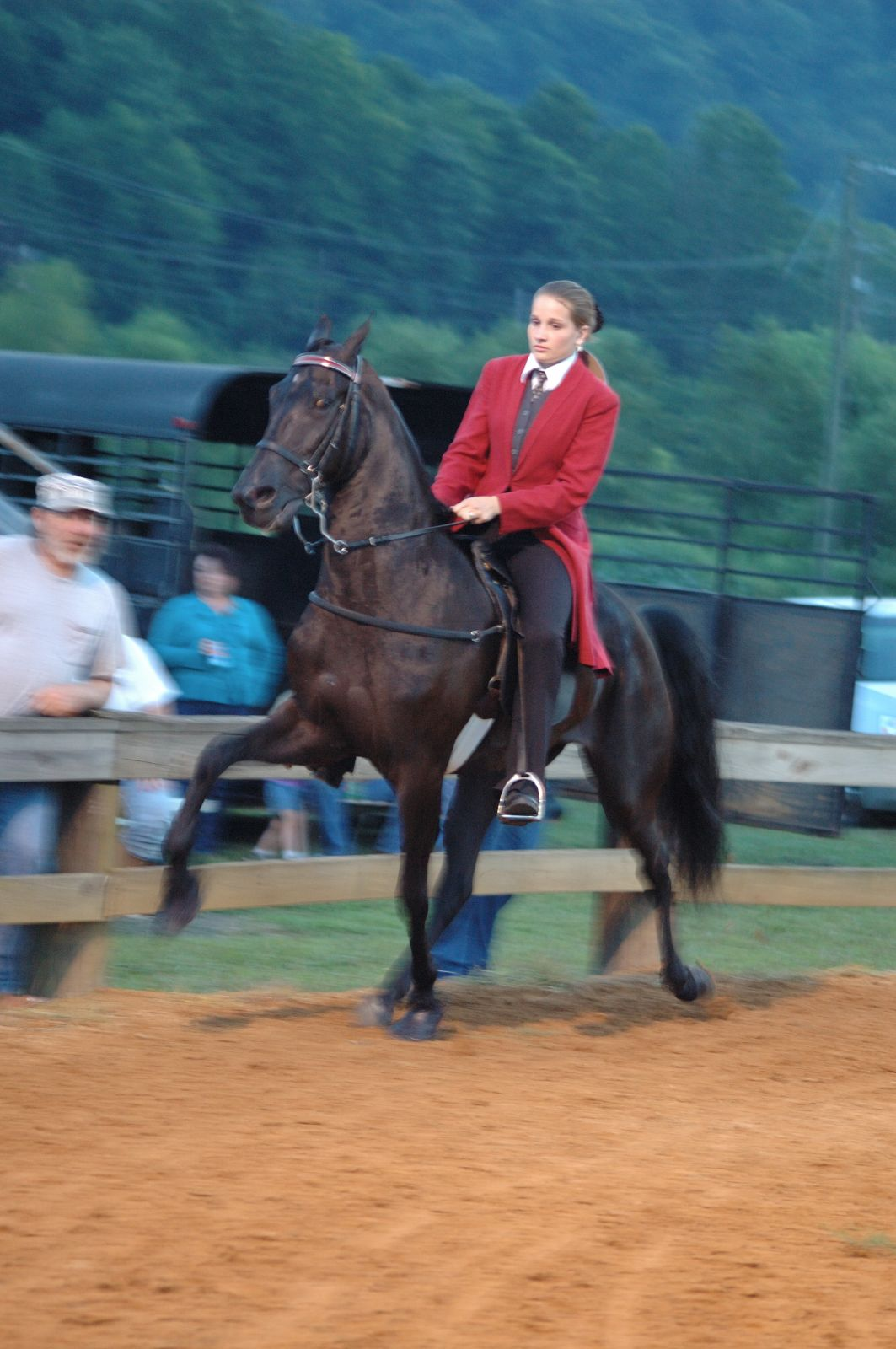
Tennessee Walker effectuant le running walk

Le Tennessee Walker est sélectionné pour ses allures particulières ; il possède en effet trois allures dites « flottantes » : le flat walk, le running walk et le rocking chair canter. Le flat walk est un pas lent et glissé ; cette allure régulière à quatre temps est si ample et déliée que le cheval semble flotter au-dessus du sol. Le running walk est un pas rapide et dissocié, commode et très ample ; c'est une version accélérée de la précédente qui peut atteindre près de 25 km/h. Le rocking chair canter est un petit galop rassemblé qui donne un mouvement de roulis; il est obtenu par une élévation de l'avant-main, tandis que l'arrière main reste quasiment horizontale.
Le Tennessee Walker a fait l'objet d'une étude visant à déterminer la présence de la mutation du gène DMRT3 à l'origine des allures supplémentaire : l'étude de 54 sujets a permis de détecter la présence de cette mutation chez 100 % d'entre eux, et l’existence de chevaux d'allures parmi la race.  

## Utilisations
Son utilisation première fut longtemps le travail dans les plantations. Il est désormais élevé pour des exhibitions, et sert de cheval de selle et d'allures. Lors des concours, il peut concourir dans plusieurs catégories : le plantation pleasure, où le cheval doit afficher brillance et présence en exécutant de vraies allures marchées; le western pleasure, dans lequel le cheval doit exposer ses qualités pour le travail de ranch; le model, où le cheval doit montrer des caractéristiques de conformation et de condition parfaites; et enfin le performance, pratiqué en particulier en Angleterre où le cheval exécute les allures fondamentales avec plus d'activité et de brillance.

## Diffusion de l'élevage
L'élevage de Tennessee Walker s'est fortement développé ces dernières années sous l'impulsion du Tennessee Walking Horse Breeder's Association of America (TWHBEA). Il est considéré comme la seconde race ayant la croissance la plus rapide dans le monde, juste derrière le Paint Horse. Le Western Horseman magazine a déclaré dans les années 2000 que le Tennessee Walker est la quatrième race en termes de population équine (basé sur les nouveaux enregistrements de poulains). En 2003, le TWHBEA a enregistré environ 15 000 chevaux. On compte environ 450 000 chevaux dans le système d'enregistrement du TWHBEA en 2005. Le TWHBEA compte 18 000 membres répartis dans tous les États des États-Unis ainsi que dans quatorze pays étrangers.
Par ailleurs, l'ouvrage Equine Science (4e édition de 2012) classe le Tennessee Walker parmi les races de chevaux de selle connues au niveau international.

## Scandales

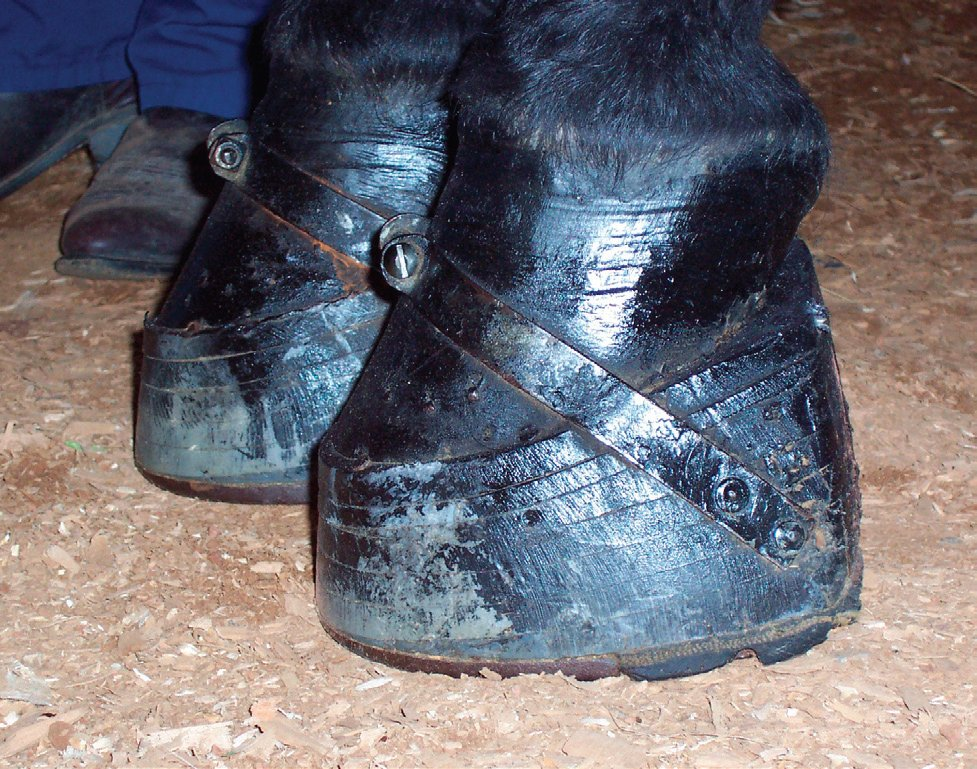
Cales compensées sur le pied d'un Tennesse Walker

Les allures du Tennessee Walker sont souvent exagérées par des éleveurs ou entraîneurs qui utilisent des techniques monstrueuses. Sur un sabot très long, ils posent une cale compensée qui permet un running walk plus marqué. Pour apprendre au cheval à lever les genoux, certains éleveurs n'hésitent pas à poser des chaînes en couronne. La douleur provoquée lorsque le cheval pose le pied l'oblige à le relever plus haut. Il est fait mention de technique par vissage ou clouage dans différentes parties des sabots antérieurs, en jouant sur la sensibilité de la sole, rendant douloureux pour le cheval le fait de poser ses antérieurs : il reporte son poids en arrière, aidant à atteindre le big lick. Une autre technique consiste à couper intentionnellement les sabots antérieurs du cheval si court que la sole frappe le sol directement, provoquant une douleur qui pousse le cheval à relever rapidement ses pieds.
Ces pratiques ont été dénoncées de nombreuses fois par les associations de protection animale. La National Celebration de Shelbyville a été dénoncé par Friends of sound horses (amis des chevaux sains) qui accuse les éleveurs et les cavaliers d'exhibitions d'utiliser des instruments particulièrement coercitifs et douloureux sur les chevaux dès leur débourrage, à l'âge de 18 mois. Pendant les concours, la queue des chevaux peut être relevée avec un appareil métallique qui exerce un effet de levier, et les ligaments de la queue sont sectionnés afin que seules les premières vertèbres remontent. Près de deux tiers des chevaux d'exhibition en running walk ont les membres antérieurs brûlés par des produits chimiques qui les rendent plus sensibles aux chaines. La réglementation du Horse Protection Act l'interdit depuis les années 1970 mais par manque de moyens, seuls 7 % des concours sont contrôlés. En 2013, l'entraineur Jackie McConnell, dont les pratiques avaient été révélées par une vidéo tournée en caméra caché, a été condamné à un an de prison et 20 ans d'interdiction d'entraîner des chevaux, ce qui met un terme définitif à sa carrière en raison de son âge.